# 南营乡
南营乡，是中华人民共和国河北省石家庄市灵寿县下辖的一个乡镇级行政单位。

## 行政区划
南营乡下辖以下地区：
团泊口村、丑泥口村、银洞村、南枪杆村、南寺村、黄土梁村、车轱辘砣村、石猪口村、杨家台村、张家沟村、东槐树沟村、东寺岭村、西寺岭村、南营村、北营村、木佛塔村、抓马村、漫山村、大地村、庙台村和油盆村。